# 한컴오피스의 버전
지금까지 출시된 한컴 오피스의 버전은 다음과 같다.

## 1988년 ~ 1996년
- 한컴오피스 1.0 (Haansoft Office 1.0)
- 한컴오피스 1.2 (Haansoft Office 1.2)
- 한컴오피스 1.5 (Haansoft Office 1.5)
- 한컴오피스 2.0 (Haansoft Office 2.0)
- 한컴오피스 2.5 (Haansoft Office 2.5)
- 한컴오피스 3.0 (Haansoft Office 3.0)
- 한컴오피스 96 (Haansoft Office 96)

## 1997년 ~ 2002년

### 한컴오피스 97
한글과컴퓨터 한컴오피스 97(Haansoft Office 97)은 다음과 같이 구성되었다.
- 한글과컴퓨터 한/글 97 (Haansoft Hangul 97)-워드프로세서
- 로터스 어프로치 97-데이터베이스
- 로터스 1-2-3 97:스프레드시트
- 로터스 오거나이저 97:일정관리 프로그램
- 로터스 프리랜스 97:프레젠테이션

### 한컴오피스 V
한글과컴퓨터 한컴오피스 V(Haansoft Office V)은 다음과 같이 구성되었다.
- 한글과컴퓨터 한/글 워디안 (Haansoft Hangul Wordian)[1]
- 로터스 어프로치 밀레니엄 에디션
- 로터스 1-2-3 밀레니엄 에디션
- 로터스 오거나이저 밀레니엄 에디션
- 로터스 프리랜스 밀레니엄 에디션

## 2003년 ~ 2004년

### 한컴오피스 2003
한글과컴퓨터 한컴오피스 2003(Haansoft Office 2003)은 다음과 같이 구성되었다.
- 한글과컴퓨터 한/글 2002 SE (Haansoft Hangul 2002 SE)
- 넥스소프트 넥셀 (Nexsoft Nexel)

### 한컴오피스 2004
한글과컴퓨터 한컴오피스 2004(Haansoft Office 2004)은 다음과 같이 구성되었다.
- 한글과컴퓨터 한/글 2004 (Haansoft Hangul 2004)
- 한글과컴퓨터 넥셀 2004 (Haansoft Nexel 2004)
- 한글과컴퓨터 한컴슬라이드 2004 (Haansoft Silde 2004)
- 하우리 바이로봇 엑스퍼트 4.0 (Hauri Virobot Expert 4.0)

## 2005년 ~ 2008년

### 한컴오피스 2005
한글과컴퓨터 한컴오피스 2005(Haansoft Office 2005)은 다음과 같이 구성되었다.
- 한글과컴퓨터 한/글 2005 (Haansoft Hangul 2005)
- 한글과컴퓨터 넥셀 2005 (Haansoft Nexel 2005)
- 한글과컴퓨터 한컴슬라이드 2005 (Haansoft Silde 2005)
- 한글과컴퓨터 사전
- 한글과컴퓨터 문서 찾기
- 한글과컴퓨터 타자 연습

### 한컴오피스 2007
한글과컴퓨터 오피스 2007(Haansoft Office 2007)은 다음과 같이 구성되었다.
- 한글과컴퓨터 한/글 2007 (Haansoft Hangul 2007)
- 한글과컴퓨터 넥셀 2007 (Haansoft Nexel 2007)
- 한글과컴퓨터 슬라이드 2007 (Haansoft Silde 2007)
- 한글과컴퓨터 사전
- 한글과컴퓨터 문서 찾기
- 한글과컴퓨터 타자 연습

개인 사용자를 위한 한글과컴퓨터 오피스 2007 홈에디션은 2009년 10월 9일에 출시되었다. 기존 제품에 비해 기능상 차이는 없이 36,000원(VAT별도, VAT 10% 포함 39,600원)에 판매되었고, 차기버전인 한글과컴퓨터 오피스 2010 홈에디션으로 무상 업그레이드할 수 있는 쿠폰이 제공되었다.

### 한컴오피스 2008
한컴오피스 2008은 마이크로소프트 윈도우용 한컴오피스 2007을 기반으로 하여 리눅스 사용자를 위한 버전으로 개발되었다.

## 2010년 이후
|          |               | 2010           | 2014                         | NEO              | 2018             | 2020             | 2022             | 2024             |
| -------- | ------------- | -------------- | ---------------------------- | ---------------- | ---------------- | ---------------- | ---------------- | ---------------- |
| 데스크톱 | Windows 2000  | SE 버전 미지원 | 지원 종료 미지원             | 지원 종료 미지원 | 지원 종료 미지원 | 지원 종료 미지원 | 지원 종료 미지원 | 지원 종료 미지원 |
| 데스크톱 | Windows XP    | 있음           | SP3만 지원 및 VP 버전 미지원 | 지원 종료 미지원 | 지원 종료 미지원 | 지원 종료 미지원 | 지원 종료 미지원 | 지원 종료 미지원 |
| 데스크톱 | Windows Vista | 있음           | 있음                         | 지원 종료 미지원 | 지원 종료 미지원 | 지원 종료 미지원 | 지원 종료 미지원 | 지원 종료 미지원 |
| 데스크톱 | Windows 7     | 있음           | 있음                         | 있음             | 있음             | 있음             | SP1만 지원       | 지원 종료 미지원 |
| 데스크톱 | Windows 8     | 있음           | 있음                         | 있음             | 있음             | 있음             | 지원 종료 미지원 | 지원 종료 미지원 |
| 데스크톱 | Windows 8.1   | 있음           | 있음                         | 있음             | 있음             | 있음             | 있음             | 지원 종료 미지원 |
| 데스크톱 | Windows 10    | 있음           | 있음                         | 있음             | 있음             | 있음             | 있음             | 있음             |
| 데스크톱 | Windows 11    | 있음           | 있음                         | 있음             | 있음             | 있음             | 있음             | 있음             |
| 데스크톱 | 리눅스        | 없음           | 없음                         | 없음             | 없음             | 있음             | 있음             | 있음             |
| 모바일   | iOS           | 있음           | 있음                         | 기종 내장 확인   | 기종 내장 확인   | 기종 내장 확인   | 기종 내장 확인   | 기종 내장 확인   |
| 모바일   | 안드로이드    | 있음           | 있음                         | 기종 내장 확인   | 기종 내장 확인   | 기종 내장 확인   | 기종 내장 확인   | 기종 내장 확인   |

### 한컴오피스 2010
워드프로세서인 '한컴오피스 한글', '스프레드시트인 '한컴오피스 한셀', 프레젠테이션 프로그램인 '한컴오피스 한쇼'로 구성되어 있고, 이외에 한컴사전, 한컴타자 등이 포함된 패키지 S/W이다.
이전과 달라진 신규 UI, 공식 서체인 함초롬체 지원, 국제표준 문서 포맷 지원으로 문서 호환성 강화, 실시간 미리보기 등의 특징이 있으며, 한/글에서 작성한 문서를 바로 블로그에 올릴 수 있는 MetaBlog API도 지원된다. 한컴오피스 2010은 처음사용자용 335,500원, 업그레이드용 217,800원에 출시되었으며, 홈 에디션은 이전 버전인 한컴오피스 2007과 같은 39,600원에 출시되었다.
한컴오피스 2010 출시 이벤트가 2010년 6월 30일까지 시행되었고, 2010 월드컵 기간에 한국 축구 국가대표팀이 16강에 진출한 기념으로 한컴오피스 2010 홈에디션 스마트(34,650원)가 80%까지 할인되어 (6,930원에) 판매되기도 하였다.
한컴오피스 2010은 다음과 같이 구성된다. (정식버전 [홈에디션] 기준)
- 한컴오피스 한/글 2010
- 한컴오피스 한/셀 2010 (구 넥셀 Haansoft Nexel)
- 한컴오피스 한/쇼 2010 (구 슬라이드 Haansoft Slide)
- 한글과컴퓨터 문서찾기
- 한글과컴퓨터 사전
- 한글과컴퓨터 타자연습
- 안랩 V3 Lite
- 그 외 4가지(한/글 전용 글꼴을 포함한 글꼴, 클립아트, 그리기마당, 문서마당)

'한컴오피스 2010 SE+'버전에서 '한글과컴퓨터 개인정보 탐색기'가 추가되었다.

### 한컴오피스 2014
2013년 10월 10일 출시, 발표되었다. 체험판을 이용할 수 있으며, 한컴 2014 공식 홍보 페이지에서 무료로 체험판을 받을 수 있다. 위 사이트에 따르면, 체험판을 받는 사람들이 많아질수록 한컴 2014의 출시 가격이 하락된다고 하였다.
한글 프로그램 자체에 문서에 악성코드가 있는지 탐지할 수 있는 기능이 추가되었다. 그동안 한글 2010에서 발생한 많은 보안 이슈가 반영된 것으로 보인다.
한컴오피스 2014는 다음과 같이 구성된다.
- 한컴오피스 한/글 2014
- 한컴오피스 한/셀 2014
- 한컴오피스 한/쇼 2014
- 한글과컴퓨터 문서찾기
- 한글과컴퓨터 사전
- 한글과컴퓨터 타자연습
- 한글과컴퓨터 개인정보 탐색기
- 한/글 전용 글꼴 4가지 (함초롬체)

한컴오피스 2014에서는
- 여러 작업자가 문서를 동시에 공동 편집하고 메신저로 의사소통할 수 있는 ‘커뮤니케이터’
- 다양한 클라우드 스토리지 공간에 저장하고 불러와 사용할 수 있는 ‘클라우드 기능’
- 문서를 열기 전, 악성코드 포함여부를 확인하고 사전에 차단해주는 ‘악성코드 차단지원’
- 동영상 편집, 사진꾸미기, 앨범만들기 등 ‘한쇼’하나로 가능해진 ‘멀티미디어 기능’
- 한 번의 터치로 문서를 완성할 수 있는 ‘터치 프레임 지원’
- 도움말과 사전검색, 업데이트가 실시간으로 제공되는 ‘온라인 연동 기능’

등이 추가되었다.

### 한컴오피스 2014 VP
2014년 10월 9일 보안과 협업 기능이 강화된 한컴오피스 2014 VP가 출시되었다.
한컴오피스 2014 VP 의 주요기능은
- 표준 형식의 파일 지원(한글)
- 유튜브 동영상 링크 지원(한글)
- 인터넷 사전 연동(한글)
- 스파크라인(한셀)
- 앨범 만들기(한쇼)

등이 있다.

### 한컴오피스 NEO
2016년 1월 26일 한컴오피스 NEO가 소개되었다.
한컴오피스 NEO는 다음과 같이 구성된다.
- 한컴오피스 NEO 한/글
- 한컴오피스 NEO 한/워드
- 한컴오피스 NEO 한/셀
- 한컴오피스 NEO 한/쇼
- 한글과컴퓨터 문서찾기
- 한글과컴퓨터 사전
- 한글과컴퓨터 타자연습
- 한글과컴퓨터 개인정보 탐색기

한컴오피스 NEO의 주요기능은
- 텍스트의 3D 효과 및 3D 프린터 출력 지원 (오피스)
- FSL(Font Simulation Library) 기능 (오피스)
- Word 문서 전용 편집기인 한워드를 제공 (한글)
- PDF를 오피스 문서로 편집하기 (한글)
- 국내외 표준문서 파일포맷 (OOXML, OWPML, ODF) 지원 (한글)
- 대용량 데이터의 처리, 분석 및 스프레드시트의 사용성 확장 (한셀)

등이 있다.

### 한컴오피스 2018
2017년 11월 2일 한컴오피스 2018이 소개되었다.

한컴오피스 2018은 다음과 같이 구성된다.
- 한컴오피스 2018 한/글
- 한컴오피스 2018 한/워드
- 한컴오피스 2018 한/셀
- 한컴오피스 2018 한/쇼
- 한컴오피스 2018 한/PDF
- 한컴오피스 2018 한컴 PDF
- 한글과컴퓨터 문서 찾기
- 한글과컴퓨터 사전
- 한글과컴퓨터 개인 정보 탐색기

한컴오피스 2018의 주요기능은
- 음성인식을 통해 말로 제어할 수 있는 한/글
- 신규 맞춤법 사전
- 참고 문헌을 쉽게 추가/관리
- 프레젠테이션 활용 기능 강화
- 더 새로워진 한/워드
- 쪽 복사 기능

등이 있다.

### 한컴오피스 2020
2019년 10월 10일 한컴오피스 2020이 소개되었다.

한컴오피스 2020은 다음과 같이 구성된다.
- 한컴오피스 2020 한/글
- 한컴오피스 2020 한/워드
- 한컴오피스 2020 한/셀
- 한컴오피스 2020 한/쇼
- 한컴오피스 2020 한/PDF
- 한컴오피스 2020 한컴 PDF
- 한글과컴퓨터 문서 찾기
- 한글과컴퓨터 사전
- 한글과컴퓨터 개인 정보 탐색기

### 한컴오피스 2022
2021년 10월 8일 한컴오피스 2022가 소개되었다.

한컴오피스 2022는 다음과 같이 구성된다.
- 한컴오피스 2022 한/글
- 한컴오피스 2022 한워드
- 한컴오피스 2022 한/셀
- 한컴오피스 2022 한/쇼
- 한컴오피스 2022 한PDF

한글과 컴퓨터 문서 찾기, 사전, 개인 정보 탐색기, 한OCR, 한컴 타자 연습, 한컴 독스는 한컴오피스 2022 제품들 중 아무거나 실행한 다음 오른쪽 위에 '앱'이 적혀있는 것을 클릭하면 나온다.

### 한컴오피스 2024
2023년 10월 12일 한컴오피스 2024가 출시되었다.
한컴오피스 2024는 다음과 같이 구성된다.
- 한컴오피스 2024 한/글
- 한컴오피스 2024 한워드
- 한컴오피스 2024 한/셀
- 한컴오피스 2024 한/쇼
- 한컴오피스 2022 한PDF

한글과 컴퓨터 문서 찾기, 사전, 개인 정보 탐색기, 한OCR, 한컴 타자 연습, 한컴 독스는 한컴오피스 2024 제품들 중 아무거나 실행한 다음 오른쪽 위에 '앱'이 적혀있는 것을 클릭하면 나온다.

## 리눅스용 한컴 오피스

### 한컴오피스 1.0 for 리눅스
한컴오피스 1.0 for 리눅스는 2000년 8월 29일경에 출시되었다.
https://zdnet.co.kr/view/?no=00000010009880

### 한글과컴퓨터 오피스 2008 리눅스
한글과컴퓨터 오피스 2008 리눅스는 2008년 4월 14일에 출시되었다.
https://www.bloter.net/newsView/blt200804140004

### 한컴오피스 2022
한컴 구름에서 한컴오피스 2022 베타를 무료로 쓸 수 있다고 한컴에서 2021년 4월 19일 발표하였다.
https://zdnet.co.kr/view/?no=20210419092349